# Buddy Buie
Buddy Buie, geboren Perry Carlton Buie, (Dothan (Alabama), 1941 – 18 juli 2015) was een Amerikaans songwriter en producent. Hij werkte met Roy Orbison, Classics IV en Atlanta Rhythm Section. Zijn vader Carlton Buie en moeder Grace Murphy Buie (1914-2010) hielden restaurant in Dothan.

## Biografie
Zijn eerste sporen in de muziek bestonden het begeleiden van de muziekgroep The Webs, waar ene Bobby Goldsboro zong. The Webs speelden uiteindelijk in het voorprogramma van Roy Orbison, die wel wat zag in Buie. The Webs gingen mee op tournee, omgedoopt in The Candymen.
Buie vertrok in 1965 vanuit Dothan naar Atlanta in Georgia om geld te verdienen in de muziekindustrie. Hij ontmoette daar Bill Lowery en samen schreven ze liedjes voor Classics IV (onder andere Spooky). Hij startte in Doraville, Georgia, een eigen geluidsstudio met geluidstechnicus Rodney Mills. Roy Orbison, B.J. Thomas, Tommy Roe en Billy Joe Royal kwamen daar hun albums opnemen. Voor dat de jaren 60 voorbij waren had hij al meer dan twintig top 20-albums geproduceerd.
In die studio kwamen steeds dezelfde musici werken, onder wie in eerste instantie ook J.R. Cobb. De begeleidingsband nam steeds vastere vormen aan en ze vonden dat ze zelf wel een album konden opnemen: Atlanta Rhythm Section was geboren. Hij bleef echter ook andere musici begeleiden, zoals Alicia Bridges (I love the nightlife), Garth Brooks  en Wynonna Judd.
De meeste liedjes uit zijn succesperiode met ARS stammen uit Eufala (Georgia) dat lekker tussen Atlanta en Doraville in lag en waar hij een viscabine had. Buie woonde daar.
Hij heeft via Broadcast Music Incorporated (BMI) meer dan 300 liedjes laten registreren en is opgenomen in zowel de Georgia Music Hall of Fame als de Alabama Music Hall of Fame. Sinds 2003 hield hij zich niet meer bezig met muziek.
Hij overleed op 18 juli 2015 in het Southeast Medical Center in zijn geboorteplaats Dothan op 74-jarige leeftijd aan een hartaanval.